# طالع‌بینی

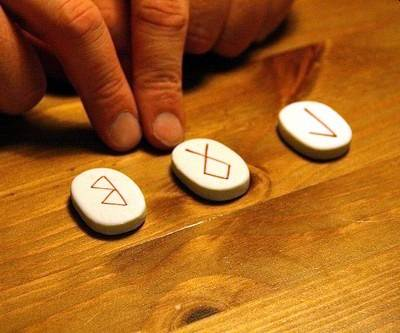

طالع‌بینی (به انگلیسی: Divination) پیشگویی آینده، از طریق مشاهده حرکات خورشید، ماه، سیارات و ستارگان است. علم اخترگویی یا طالع‌بینی -یعنی تعبیر و تفسیر آینده با توجه به وضعیت ستارگان- و علم اخترشناسی -یعنی پژوهش علمی ستارگان و علم کائنات-، نخست از سده هفدهم میلادی از یکدیگر جدا شدند. امروز طالع بینی یا ستاره خوانی مورد تأیید مجامع علمی نیست، و بسیاری از مردم آن را خرافات و موهوم پرستی می‌دانند.
طالع بینی را می‌توان زیرمجموعه ستاره‌بینی دانست که معمولاً با توجه به تطبیق وضعیت سماوی با تولد فرد مربوط می‌شود؛ ولی طالع‌بینی اعداد، اسامی، رنگ (علاقه به رنگ خاص) و امور دیگر نیز گفته می‌شود.اما با این حال بعضی باور طالع را به ارواح اختصاص میدهند.

## تاریخچه
هزاران سال پیش آسمان شب برای مردم نسبت به امروز اهمیت بسیار بیشتری داشت. آن‌ها نقوش درهم و برهم ستارگان را به عنوان تصویری از جهان زمینی می‌پنداشتند و نام اشیا، قهرمانان افسانه‌ای و بیش از هر چیز جانوران مورد علاقه و احترام خود را به این نقوش آسمانی می‌دادند. آن‌ها در گروه معینی از ستارگان درخشان نقش ثور (گاو)، حمل (بره)، حوت (ماهی) و جدی (بز) و بسیاری از صورت‌های دیگر را می‌دیدند.
علاوه بر آن‌ها به فرایندهایی که در آسمان نقش می‌گرفتند، قبل از هر چیز توجه می‌کردند: آن‌ها مشاهده می‌کردند که چگونه ماه به‌طور منظم و به تناوب تغییر شکل می‌دهد. آن‌ها این نکته را دریافتند که تعدادی از ستاره‌های درخشان متفاوت از اغلب ستارگان دیگر حرکت می‌کنند و آن‌ها را ستاره‌های مهاجر یا سیاره‌ها نامیدند؛ و آن‌ها با اشتیاق می‌خواستند بدانند که این بازی‌های آسمانی منحصربه‌فرد چه معنا و مفهومی برای آن‌ها می‌تواند داشته باشد. آیا خورشید، ماه و سیاره‌ها شاید خدایانی بودند، که در ارتفاعی غیرقابل دسترس و بالاتر از همه چیز این سو و آن سو می‌رفتند؟ یا این که خدایان به این طریق خواسته‌ها و اخطارهای خود را به آدمیان منتقل می‌کردند؟ بنابراین کم و بیش به این ترتیب بود که طالع بینی (اخترگویی یا تنجیم) به وجود آمد، علمی که در آن انسان بر اساس وضعیت ستارگان به ظاهر می‌تواند آینده را پیشگویی کند.

## طالع‌بینی در بابل
آنچه ما امروز به عنوان طالع بینی (اخترگویی) یا علم ستاره خوانی می‌شناسیم و برحسب آن عمل می‌کنیم ریشه تاریخی اش به راهبان بابلی در دوران باستان باز می گردد.

## طالع بینی در مصر
مصریان از خیلی خیلی قدیم رابطه قابل اعتمادی میان پدیده‌های آسمانی و فرایندهای زمینی یافته بودند: هنگامی که در تابستان ستاره نورانی سیروس (شعرای یمانی) برای نخستین بار در آسمان غروب ظاهر می‌شد، خیلی زود پس از آن رود نیل از بستر خود طغیان می‌کرد.

## طالع‌بینی در یونان و روم
یونانیان و سپس رومیان دانش و آگاهی خود را در این باره از بابلی‌ها به دست آوردند و آن را توسعه دادند. ما امروزه هم سیاره‌های دستگاه خورشیدی را به نام خدایان روم باستان می‌نامیم (نام لاتین). اغلب خصوصیات سیاره‌ها برای نام‌گذاری آن‌ها تعیین‌کننده بود. رنگ قرمز رنگ خون است؛ بنابراین سیاره سرخ‌فام مریخ (Mars) به نام خدای جنگ نامیده شد. سیاره چالاک و سریع مهاجر آسمان، به نام سفیر خدایان، تیر (Mercury)، سیاره درخشان و زیبای زهره (Venus) به نام الهه عشق و باروری، سیاره درخشان آرام و موقر مشتری (Jupiter) به نام خدای خدایان روم، ژوپیتر نام گرفت.

## طالع‌بینی در ایران
در ایران «فال‌گیری با عوامل و وسایل متعددی انجام می‌شد، از جمله ستارگان، کتاب، تاس (در رمل)، جداول و دوایر (در جفر)، استخوان شانۀ گوسفند (کتف)، کف دست آدمی (کف‌بینی)، گیاهان، جانوران و نخود»
برای نمونه، طالع‌بینان دربار ساسانی به خسروپرویز گفتند که پسری از تو زاده می‌شود که در بدنش علامت‌هایی دارد و این پسر کسی است که قلمرو تو را از بین می‌برد و به دست اقوام بیگانه می‌اندازد. خسروپرویز چون این علامت‌ها را در بدن یزدگرد سوم دید، دستور داد او را به اصطخر تبعید کنند تا پادشاه نشود. چند سال بعد، یزدگرد سوم بر تخت نشست و در همین زمان عرب‌ها به ایران حمله کردند و ایران را تسخیر کردند.
همین‌طور رستم فرخزاد، فرمانده بزرگ ارتش ساسانیان، که از علم اختربینی سررشته داشت، با دیدن وضعیت وخیم جبهه‌ها از دانش خود در باره صورت‌های فلکی استفاده کرد و خبر آن حقیقت تلخ را با رعایت نزاکت سیاسی در نامه‌ای خطاب به برادرش نوشت که آن سال سال بدی برای ساسانیان و ایران خواهد بود و همین‌طور نیز شد.

## طالع بینی در فقه شیعه
مشهور فقهای شیعه بر این باورند که طالع بینی اگر زمینه ساز انکار قدرت خدا نشود و فساد انگیز نباشد، اشکال ندارد. در واقع اگر شخص با اعتقاد به خداوند و مؤثر حقیقی بودن او قائل به این‏گونه تأثیرات باشد و مشیت خداوند را در آن مؤثر بداند و به صورت جزمی و حتمی نسبت به آینده پیش‏بینی نکند، جایز میدانند.

## تأثیرات طالع بینی
تمام تمدن‌های بزرگ قدیمی در آسیا، آفریقا، آمریکا منجم‌هایی، اغلب از فرقه راهبان و عالمان، در دربار و بارگاه خود داشتند که به‌طور مرتب فرایندهای آسمانی را مشاهده و نظاره می‌کردند، مشاهدات خود را در دفاتری ثبت می‌کردند و تلاش می‌کردند این فرایندها را تعبیر و تفسیر کنند. طالع بینان یا منجمان به پیشگویی سرنوشت شاهان یا قلمرو پادشاهی آنان می‌پرداختند. در همه جا حکمرانان تصمیم‌های خود را با توجه به رای و نظر منجمان دربار خود اتخاذ می‌کردند. برای نمونه آن‌ها مسائلی را ازقبیل این که چه موقع باید ازدواج کنند، یا به لشکرکشی و جنگ بپردازند یا به ساخت یک کشتی اقدام کنند، همیشه از منجمان خود می‌پرسیدند.
از حدود دو هزار سال پیش ستاره خوان‌ها یا طالع گویان به تعبیر و تفسیر آینده مردم عادی نیز پرداختند. آن‌ها برای این کار آنچه را اصطلاح «طالع نما» نامیده می‌شود، و در آن وضعیت سیاره‌ها در لحظه تولد شخص کشیده شده‌است، تهیه می‌کنند. یکی از طالع بینان معروف قدیمی «کلادیوس بطلمیوس» (تولد ۸۷، وفات ۱۶۸ میلادی) که در شهر اسکندریه (در مصر) زندگی می‌کرد، در سال ۱۵۰ میلادی آگاهی‌های طالع‌شناسی آن زمان خود را در کتابش به نام «تترابیبلوس» گردآوری کرد و انتشار داد که طالع بینی یا اخترگویی یا ستاره خوانی امروز هنوز هم بر اساس و مبنای این کتاب قرار دارد.